# Nicola Formichetti
Nicola Formichetti (phát âm tiếng Ý: [niˌkɔːla fɔɾmiˈketti], sinh ngày 31 tháng 5 năm 1977) là một giám đốc thời trang tài năng và là biên tập thời trang mang phong cách pha trộn giữa hai nền văn hoá Ý và Nhật Bản. Anh được biết đến rộng rãi như là giám đốc sáng tạo mới cho Mugler - thương hiệu thời trang của Pháp, anh cũng thường xuyên cộng tác với ca sĩ - nhạc sĩ - nghệ sĩ trình diễn Lady Gaga.Formichetti cũng được biết đến như giám đốc thời trang của Vogue Hommes Japan, là người góp phần biên tập cho một số tạp chí trời trang khác, và là giám đốc thời trang cho công ty quần áo Uniqlo.. Tháng 11 năm 2010, anh là một cái tên của "lực lượng làm việc sáng tạo có ảnh hưởng nhất trong thời trang ngày nay." Tháng sau, anh nhận được giải thưởng Isabella Blow cho hạng mục sáng tạo thời trang tại lễ trao giải British Fashion Awards 2010.

### Cuộc sống ban đầu
Là con trai của một tiếp viên hàng không người Nhật với một phi công người Ý, Formichetti được sinh ra ở Nhật và lớn lên ở Rome và Tokyo, anh cố gắng để thích nghi với cả hai nền văn hóa. Khi còn là một đứa trẻ, anh đã được đào tạo như một nghệ sĩ dương cầm (và vẫn chơi để thư giãn). Để được đến London, anh đã nói dối bố mẹ là anh sẽ học ngành kiến trúc, nhưng anh đã không học bất cứ điều gì. Anh giải thích rằng mình chỉ bước vào cổng trước của trường kiến trúc nhưng sau đó lại chạy ngay ra ngoài bằng cổng sau để đi club suốt 3 năm. Anh ấy trở thành học sinh của cuộc sống về đêm và thời trang đướng phố, anh bắt đầu làm việc tại 'Vivienne Westwood' trong 1 tuần trước khi làm ở một cửa hàng thời trang gọi là 'The Pineal Eye' năm 22 tuổi, nơi mà sau này anh trở thành giám đốc nghệ thuật và người mua hàng đầu trong 2 năm.

### Sự nghiệp
Trong khi đang làm việc tại 'The Pineal Eye' Formichetti được phát hiện bởi biên tập thời trang Katy England và cô đề nghị anh một trang hàng tháng tại Dazed & Confused được gọi là "Eye Spy", và sau đó trở thành giám đốc của tạp trí thời trang trong năm 2005 và dần dần được tăng cường làm giám đốc sáng tạo năm 2008. Công việc của anh ấy tại Dazed & Confused đã dẫn tới nhiều tạp chí thời trang khác bao gồm: V, Another Magazine, Arena Homme +, và Harper's Bazaar USA. Trong những nhà thiết kế thời trang, anh đã làm việc với Kim Jones, cộng tác với anh trong bộ sưu tập và show diễn, và đã làm việc với 'những ngôi nhà của thời trang' như: Dolce & Gabbana, Alexander McQueen, Gareth Pugh, Carri "Cassette Playa" Mundane, Prada, Missoni, Iceberg, và những thương hiệu như: Nike, Umbro, Puma, Stussy, Topman, H&M, và Edwin. Trong những nhiếp ảnh thời trang Formichetti đã làm việc với Nick Knight, Hedi Slimane, Terry Richardson, Steven Klein, và Oliviero Toscani, cùng một số nhiếp ảnh khác.

### 2009 - 2012
Anh ấy cộng tác với Lady Gaga trong vai trò là stylist của cô, hay nói đúng hơn là giám đốc thời trang. Bắt đầu trong đầu tháng 5 năm 2009 tại một buổi chụp ảnh viết nhiếp ảnh Sebastian Faena cho số phát hành tháng 7 năm 2009 của tạp chí V (V60). Formichetti nói rằng "Nó là một tình yêu tức thời"